# Jindo
Jindo es un condado en el sur de la provincia de Jeolla del Sur, Corea del Sur. Consiste en la Isla Jindo y varias islas cercanas más pequeñas. Puente Jindo conecta condado Jindo con el condado Haenam. Junto con Isla Jindo, Jindo-gun contiene un archipiélago de unas 230 islas pequeñas, de las cuales sólo 45 están habitadas por 4.855 personas. Jindo-gun tiene una raza especial de perro, se llama "Jindo". Lycium barbarum, Cheongju, y alga comestible, son especialidades de la comida.

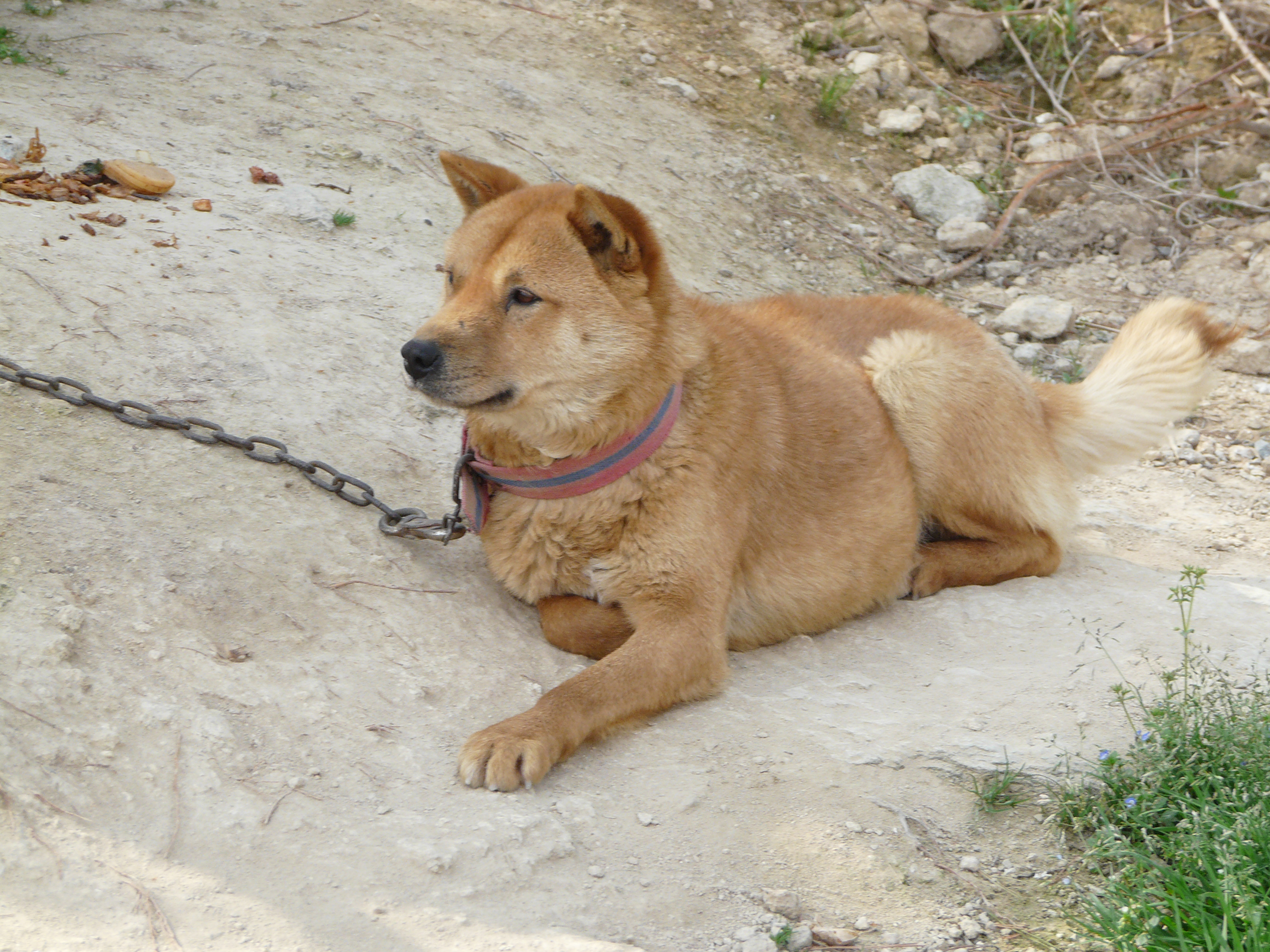
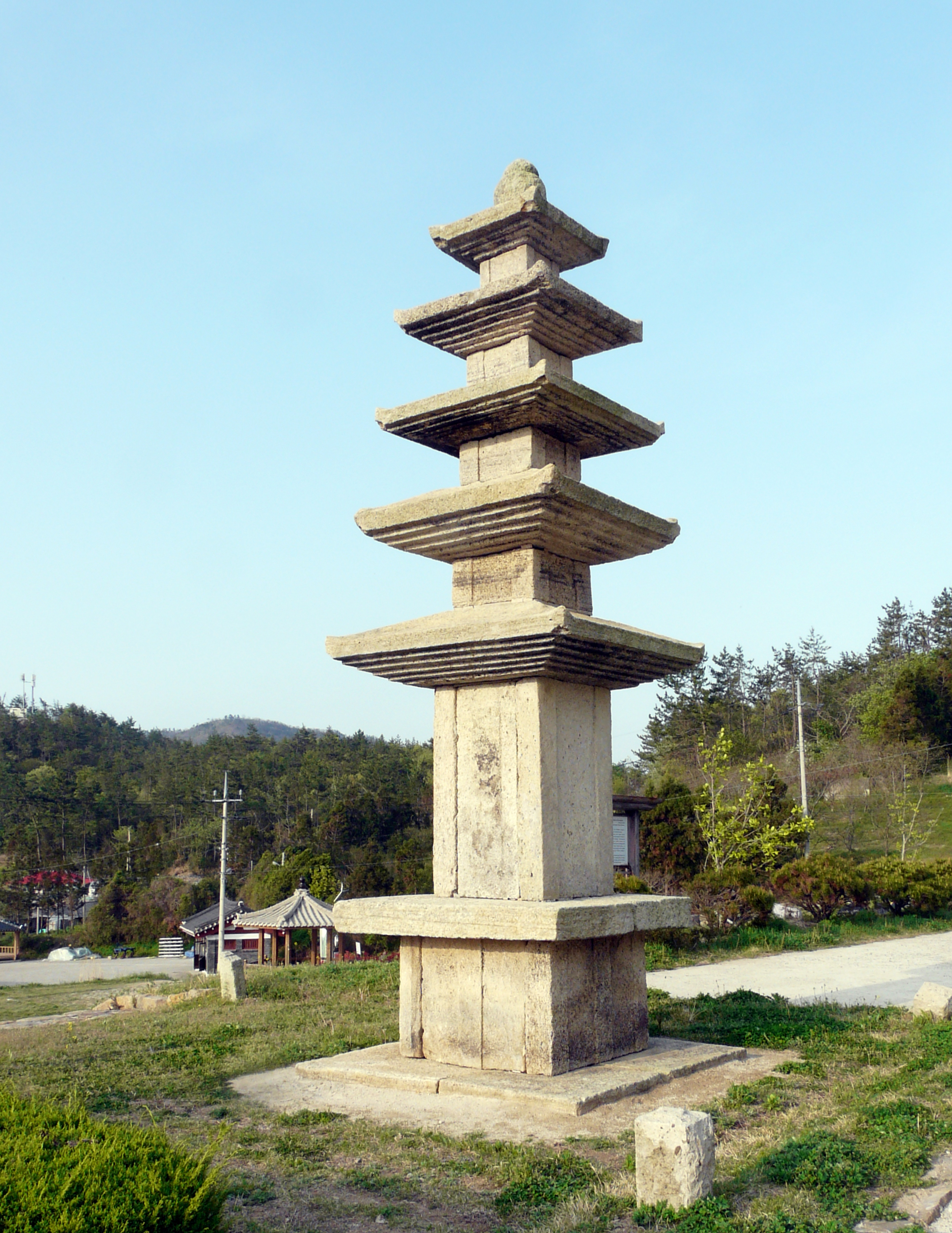
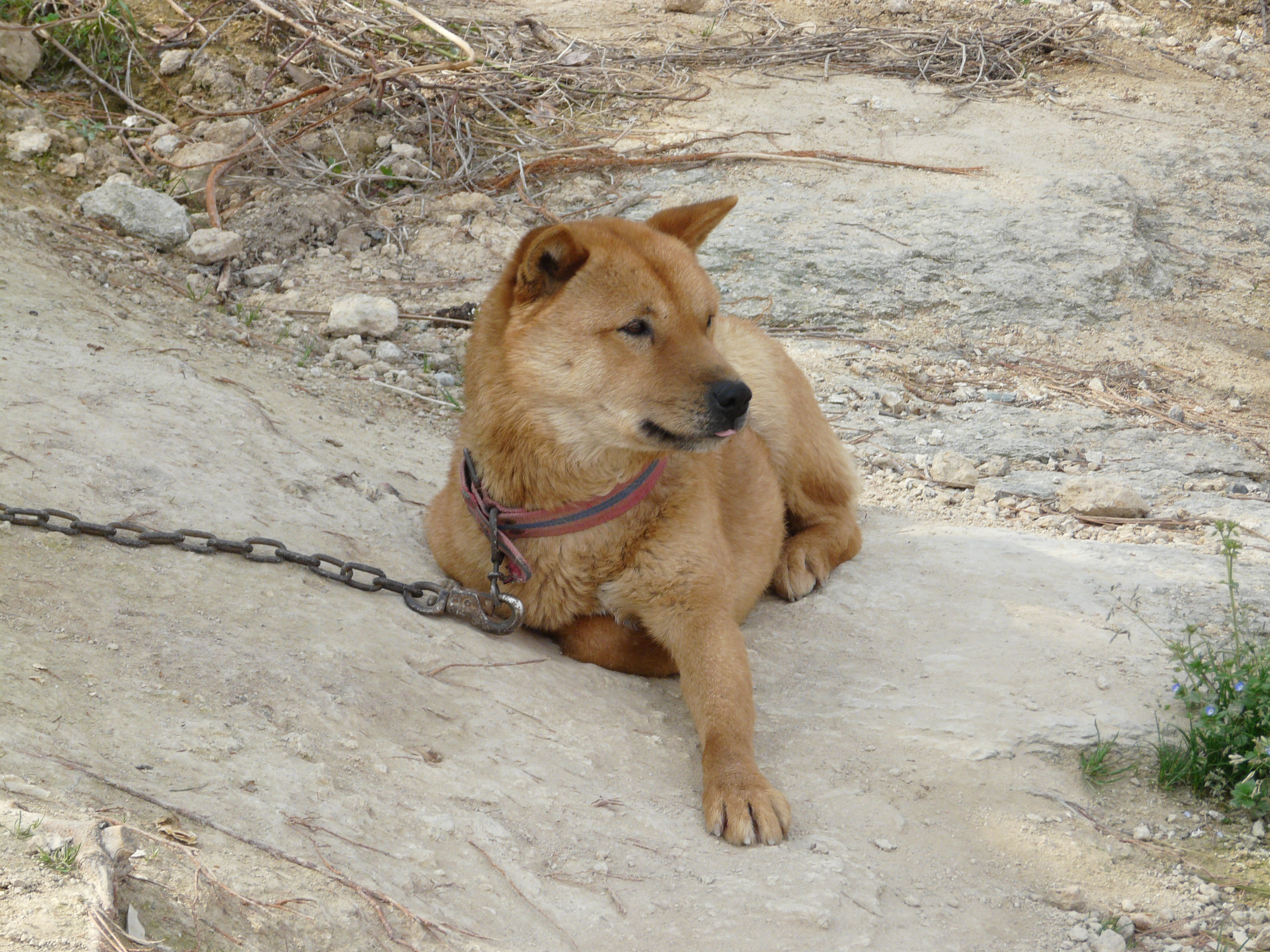